# Cetechovice
Cetechovice (in tedesco Cetechowitz) è un comune della Repubblica Ceca facente parte del distretto di Kroměříž, nella regione di Zlín.